# 四天王寺ワッソ
四天王寺ワッソ（してんのうじワッソ）は、大阪市の史跡 難波宮跡にて開催される祭り。「ワッソ」は現代韓国の朝鮮語で「来た」を意味する。

## 概要
古代都であった難波宮を舞台に東アジア諸国と日本の交流を再現するという設定でパレードなどが行われる。
パレードは朝鮮半島出身である武寧王や天日槍だけではなく鑑真など、時代も地域も越えた渡来人に扮する参加者が参加者たちが、朝鮮の伝統音楽にあわせて、現代韓国の朝鮮語の｢ワッソ！ ワッソ！｣の掛け声とともに舟だんじりを曳き、巡行する。これを、聖徳太子など古代日本人に扮した参加者がで出迎えるというもので、浜村淳・アンミカ・渋谷天外・青芝フックをはじめ関西の著名人たちが参加している。
現在は関西財界を中心にNPO法人を創設し、日韓だけではなく、東アジアの古代交流を再現する「大阪の祭り」として毎年11月に開催されており、明石書店の中学校の日韓歴史共通教材にも取り上げられている
- 開催日 11月第1日曜日（雨天中止の場合あり）
- 場所 大阪府大阪市中央区法円坂 史跡 難波宮跡
- 主催 NPO法人大阪ワッソ文化交流協会（民団大阪府本部会館内）

### 歴史
- 1990年 在日韓国人系信用組合の関西興銀が中心となり、「古代の国際交流再現―四天王寺ワッソ」が開催される。谷町9丁目から四天王寺までの谷町筋を交通規制して行われた。
- 2001年 関西興銀の破綻による資金難で中止、以降3年間中断される。
- 2003年 民団をはじめ日韓の企業・団体・歴史学者らが発起人となり、民団内にNPO法人大阪ワッソ文化交流協会が設立される[4][5]。
- 2004年 NPO法人大阪ワッソ文化交流協会が主催者となり復活。大阪府などからも資金援助を受け、場所を難波宮跡に移し、かつてより規模を縮小して開催[6]。以前の祭と区別して「四天王寺ワッソinなにわの宮」とも呼ばれる。この年より、日本人もパレードに参加するようになった。

## 批判
日本語「ワッショイ」の語源は古代朝鮮語「ワッソ」（来た）であり、古代朝鮮人が日本に到着して「ワッソ、ワッソ」と喜んだのが日本の祭りの起源であるとの俗説があり、それが「四天王寺ワッソ」という名称の由来ともなっている。しかし、古代朝鮮語はほとんど解明されていない上に

、｢ワッソ｣という形態が使われはじめたのは16世紀以降である

。このため、古代朝鮮語の「ワッソ」が日本の「ワッショイ」の語源であるとする説には言語学的根拠が欠けており、学術的価値のない民間語源のひとつに過ぎない。また、自民族優越主義に基づいた韓国起源説のひとつであるとの批判もある
。
しかし、テレビ・新聞等では｢ワッショイの語源はワッソである」という俗説が事実であるかのように報道されることもあり

、日韓の歴史教材にも取り上げられている。